# Súríf
Súríf (arabsky صوريف, anglicky Surif) je palestinské město v guvernorátu Hebron ležící 25 km severozápadně od města Hebron. Podle sčítání Palestinského centrálního statistického úřadu zde žilo v roce 2016 přibližně 17 650 obyvatel. Obyvatelstvo je výhradně muslimské.
Město má rozlohu 15 000 dunamů (15 km2). Většina této rozlohy se využívá pro pěstování oliv, pšenice a ječmene. V jeho blízkosti se nachází sedm mešit a čtyři školy.

## Historie
V roce 1838 byl Súríf označen za muslimskou vesnici ležící mezi Hebronem a Pásmem Gazy, která podlehla vládě Hebronu.
V roce 1863 navštívil Victor Gurién Súríf a zjistil, že zde žije 700 obyvatel. Kromě několika cisteren a sloupové šachty se mu Súríf zdál být moderní vesnicí.
Osmanský seznam vesnic z roku 1870 uvádí, že měl Súríf 87 domů a 265 obyvatel, přičemž počet obyvatel zahrnoval pouze muže.
Průzkum z roku 1883 popsal Súríf jako „malou vesnici na pahorku, s olivovníky na jihu.“
V roce 1896 zde žilo přibližně 1 164 obyvatel.

### Období Britského mandátu Palestina
Při sčítání lidu v Palestině v roce 1922, které provedly úřady Britského mandátu Palestina, žilo v Súrífu 1265 obyvatel, všichni muslimové. Při sčítání lidu v roce 1931 zde žilo 1 640 obyvatel v 344 domech.

Podle statistik z roku 1945 zde žilo 2 190 obyvatel, všichni muslimové, kteří podle oficiálního průzkumu vlastnili 38 876 dunamů půdy (38,8 km2). Rozlohu 3 493 dunamů (3,4 km2) zaujímaly plantáže, 11 325 dunamů (11,3 km2) plocha pro obiloviny a 54 dunamů (0,054 km2) zastavěná (městská) plocha.

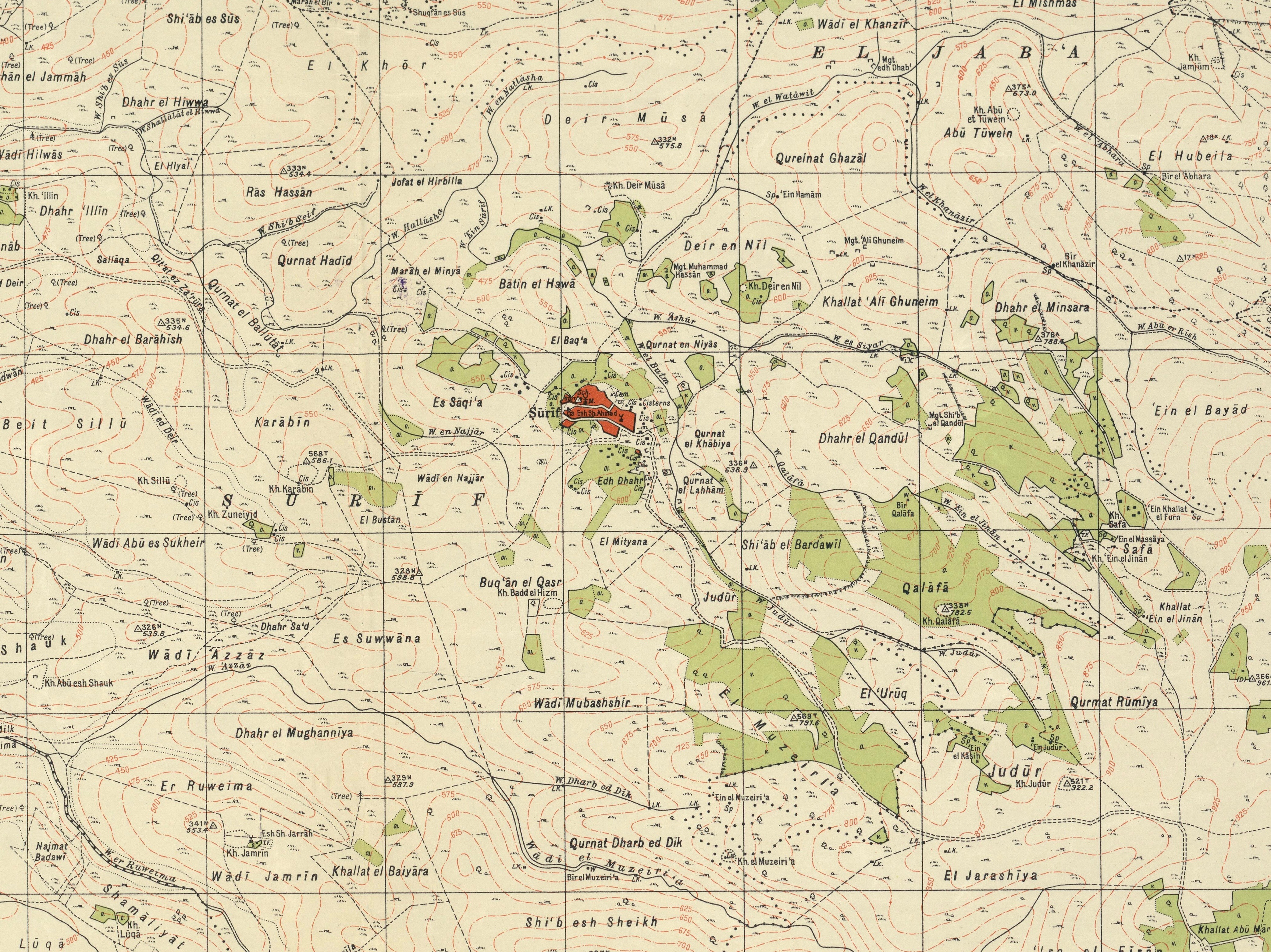
Súríf v roce 1944 (měřítko 1:20 000)
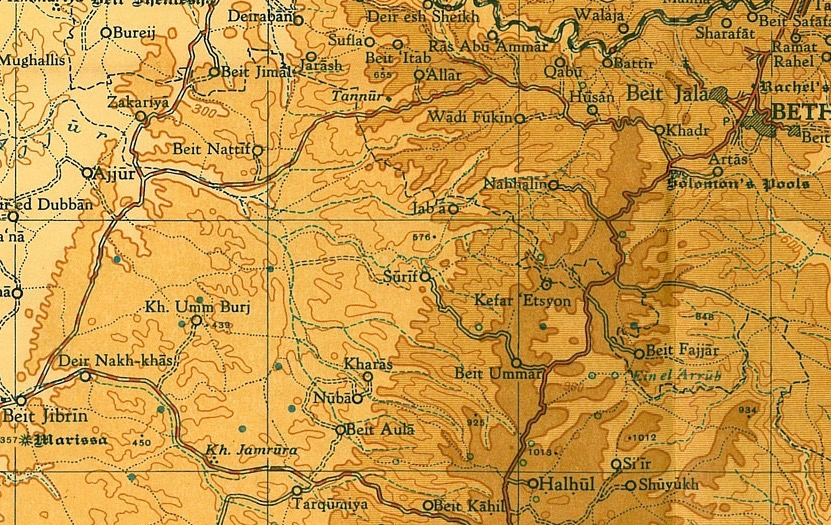
Súríf v roce 1945 (měřítko 1:250 000)
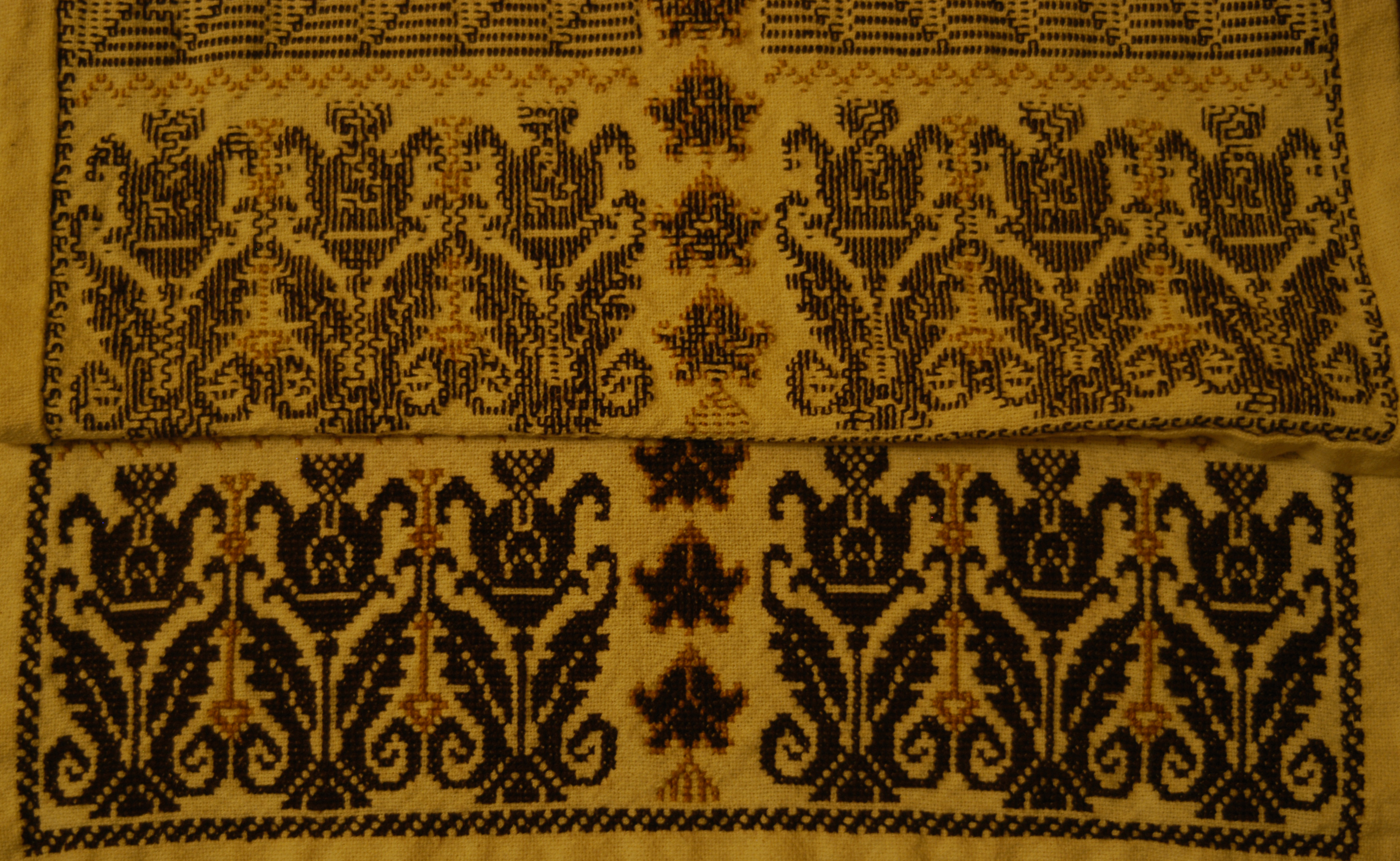
Příklad tradičního palestinského křížkového stehu ze Súrífu

### Súríf pod správou Jordánska
Po arabsko-izraelské válce v roce 1948 a po uzavření dohod o příměří v roce 1949 byl Súríf pod jordánskou správou.
Podle jordánského sčítání lidu z roku 1961 zde žilo 2 827 obyvatel.

### Po roce 1967
Od šestidenní války v roce 1967 okupoval Izrael Súríf.
Od roku 2000 zabavil Izrael přibližně 1 213 dunamů celkové rozlohy města a dalších přibližně 1 300 dunamů se bude po dokončení Izraelské bezpečnostní bariéře nacházet na Západním břehu Jordánu.